# آدام‌خان، ارمنستان
آدام‌خان، ارمنستان (به لاتین: Adamkhan, Armenia) یک شهرک در ارمنستان است که در استان گغارکونیک واقع شده‌است.  در  کیلومتری شمال گاوار، مرکز استان گغارکونیک واقع شده است.  در  کیلومتری شمال گاوار، مرکز استان گغارکونیک واقع شده است.